# Urbanna (Virginia)
Urbanna es un pueblo situado en el condado de Middlesex, Virginia  (Estados Unidos). Según el censo de 2010 tenía una población de 476 habitantes.

## Demografía
Según el censo del 2000, Urbanna tenía 543 habitantes, 266 viviendas, y 160 familias. La densidad de población era de 499,2 habitantes por km².
De las 266 viviendas en un 20,7%  vivían niños de menos de 18 años, en un 46,6%  vivían parejas casadas, en un 11,7% mujeres solteras, y en un 39,5% no eran unidades familiares. En el 35% de las viviendas  vivían personas solas el 19,5% de las cuales correspondía a personas de 65 años o más que vivían solas. El número medianoo de personas viviendo en cada vivienda era de 2,04 y el número medio de personas que vivían en cada familia era de 2,61.
Por edades la población se repartía de la siguiente manera: un 18,6% tenía menos de 18 años, un 3,7% entre 18 y 24, un 21,4% entre 25 y 44, un 30,9% de 45 a 60 y un 25,4% 65 años o más.
La edad media era de 49 años.  Por cada 100 mujeres de 18 o más años  había 73,3 hombres.
La renta media por vivienda era de 42.054$ y la renta media por familia de 49.583$. Los hombres tenían una renta media de 33.214$ mientras que las mujeres 28.375$. La renta per cápita de la población era de 32.944$. En torno al 4,6% de las familias y el 4,7% de la población estaban por debajo del umbral de pobreza.

## Localidades adyacentes
El siguiente diagrama muestra a las localidades más próximas a Urbanna.